# Pedro Trucco
Pedro Agustín Trucco (Buenos Aires, 9 de enero de 1949) es un abogado argentino, que ocupó el cargo de ministro de Obras y Servicios Públicos durante la presidencia de Raúl Alfonsín, en reemplazo de Roberto Tomasini el 3 de julio de 1986, siendo reemplazado tiempo después de asumir por Rodolfo Terragno el 16 de septiembre de 1987.

## Biografía
Se recibió en la Facultad de Derecho de la Universidad de Buenos Aires (UBA). Se había desempeñado su profesión en el ámbito privado, como en la actualidad.
En 1986 es designado por Raúl Alfonsín, ministro de Obras Públicas, tras la salida de Roberto Tomasini. Durante su gestión trabajó desde un primer momento en un viejo proyecto de crear puertos industrial, basándose en un reclamo de empresas siderúrgicas. Fue reemplazado por Rodolfo Terragno el 16 de septiembre de 1987.
Posteriormente a su desempeño como ministro, se le propuso desempeñarse como Secretario de Transporte la Nación durante la presidencia de Fernando de la Rúa; sin embargo, no asumió aquel cargo.